# Rino Benedetti
Rino Benedetti (* 18. November 1928 in Ponte Buggianese; † 14. Juni 2002 in Lucca) war ein italienischer Radrennfahrer.

## Sportliche Laufbahn
Im Alter von 20 Jahren begann Benedetti größere Rennen als Straßenfahrer bei den Amateuren zu bestreiten. Seinen ersten überregionalen Sieg feierte er 1949 beim Giro delle Due Province Marciana. Am erfolgreichsten als Amateurfahrer war er im Jahr 1951. Er gewann zunächst das Schweizer Eintagesrennen Giro del Mendrisiotto und wurde auf heimischen Boden in Varese Vizeweltmeister der Straßenfahrer. Insgesamt gewann er als Amateur vier Straßenrennen.
Noch im Jahr seiner Amateur-WM-Teilnahme wechselte Benedetti ins Profilager, wo er sich zunächst dem italienischen Rennstall Legnano anschloss. Dieser nominierte ihn 1952 für den Giro d’Italia, bei dem Benedetti die 8. Etappe gewann. Im Gesamtklassement wurde er unter 91 platzierten Fahrern 48. Von 1952 bis 1963 nahm Benedetti zwölfmal am Giro teil und errang vier Etappensiege. Mit Rang 18 1956 und 1960 erreichte er seine besten Giro-Resultate. Als er 1955 zum ersten Mal bei der Tour de France antrat, war er bereits zum italienischen Team Leo-Chlorodont gewechselt. Nachdem er nur Platz 42 erreicht hatte, nahm er noch einmal 1962 bei der Tour teil. Obwohl er diesmal eine Etappe gewinnen konnte (22.), kam er in der Endabrechnung unter 94 Fahrern nur auf Platz 64. Die Rennserie Trofeo dell’U.V.I. gewann er 1958. 1959 gewann er den Giro di Campania. An den UCI-Weltmeisterschaften im Straßenrennen nahm er 1959 teil, schied jedoch im Rennen aus.
Ab 1957 wechselte Benedetti jedes Jahr seinen Rennstall. Außer bei italienischen Teams war 1958 auch bei den Schweizer Rennställen Allegro und Tigra unter Vertrag. In seiner Berufsfahrerkarriere, die er 1963 beim italienischen Team Cynar beendete, errang er 45 Siege.